# Quênia nos Jogos Olímpicos de Verão de 1964
O Quênia participou dos Jogos Olímpicos de Verão de 1964 em Tóquio, Japão. Wilson Kiprugut ganhou a primeira medalha olímpica do país.

## Medalhistas

### Bronze
- Wilson Kiprugut — Atletismo, 800m masculino

## Outros participantes
- Hóquei sobre a grama
  - Quênia - terminou em 6º